# Clasificación de foraminíferos
La posición taxonómica de foraminíferos ha variado desde que fueron conocidos como protozoos (protistas) por Schultze en 1854. Han sido tradicionalmente incluidos en el reino Protista o el similar reino Protoctista, e incluso en el reino Protozoa. No obstante, las actuales filogenias moleculares están modificando las clasificaciones tradicionales y estos términos están tendiendo a considerarse como informales, sólo útiles para referirse a grados evolutivos (planes corporales). 

## Categorías taxonómicassuperiores
Antes de reconocer las relaciones evolutivas entre los protozoos, los foraminíferos fueron generalmente agrupados en la clase Granuloreticulosa junto con otros ameboides, como los del filo Rhizopodea (o Sarcodina).
El conocimiento de las relaciones filogenéticas de los protistas se ha incrementado rápidamente gracias principalmente a estudios de filogenia molecular. Según estos estudios, los foraminíferos parecen pertenecer a un supergrupo de protozoos conocido como Rhizaria. La categoría taxonómica de Rhizaria es problemática, ya que no está todavía aclarada. Se utiliza frecuentemente el término "supergrupo" en lugar de utilizar un rango taxonómico establecido como el de reino o filo. Cavalier-Smith (2004) define a Rhizaria como un infrarreino (Infrarreino Rhizaria) dentro del reino Protozoa.

## Categorías taxonómicasinferiores
La clasificación de foraminíferos más tradicionalmente utilizada se debe a Loeblich y Tappan (1987). Estos autores clasificaron a todos los foraminíferos en el orden Foraminiferida y los dividieron en 12 subórdenes: Allogromiina, Textulariina, Fusulinina, Involutinina, Spirillinina, Carterinina, Miliolina, Silicoloculinina, Lagenina, Robertinina, Rotaliina y Globigerinina.
En Loeblich y Tappan (1992), estos mismos autores elevaron a los foraminíferos a la categoría de clase, es decir, clase Foraminiferea, y reconocieron 14 órdenes: Allogromiida, Astrorhizida, Lituolida, Trochamminida, Textulariida, Fusulinida, Spirillinida, Carterinida, Miliolida, Lagenida, Robertinida, Buliminida, Rotaliida y Globigerinida.
Cavalier-Smith (1993), en su clasificación de los protozoos, consideró a los foraminíferos con la categoría de subfilo, es decir, subfilo Foraminifera, y los incluyó, junto con el subfilo Athalamia, en el filo Reticulosa o Granoreticulosa. Subdividió al subfilo Foraminifera en dos clases: Monothalamea y Polythalamea, esta última dividida en 5 subclases: Allogromioidia, Textularidia, Fusulinidia, Miliolidia y Rotalidia. La subclase Textularidia fue dividida en dos órdenes: Ammodiscida y Lituolida,  y la subclase Rotalidia en nueve: Nodosariida, Buliminida, Discorbida, Spirillinida, Globigerinida, Orbitoidida, Cassidulinida, Carterinida y Robertinida.
Sen Gupta (1999) también consideraron a los foraminíferos en la categoría de clase, es decir, clase Foraminifera, y los dividieron en 16 órdenes: Allogromiida, Astrorhizida, Lituolida, Trochamminida, Textulariida, Fusulinida, Involutinida, Spirillinida, Carterinida, Miliolida, Silicoloculinida, Lagenida, Robertinida, Buliminida, Rotaliida y Globigerinida.
Kaminski (2000) presentó una reclasificación de los foraminíferos de pared aglutinada tradicionalmente agrupada en el antiguo suborden Textulariina, u orden Textulariida, de Loeblich y Tappan (1987). Posteriormente, Kaminski (2004, 2011) actualizó y reordenó la clasificación de los foraminíferos aglutinados, elevándolos a la categoría de subclase, es decir, subclase Textulariia. Los dividió en 4 órdenes: Astrorhizida, Lituolida, Loftusiida y Textulariida. El orden Astrorhizida se subdividió en los siguientes subórdenes: Astrorhizina, Saccamminina, Hippocrepinina y Ammodiscina. El orden Lituolida se subdividió en los siguientes subórdenes: Rzehakinina, Hormosinina, Lituolina, Spiroplectamminina, Trochamminina, Verneuilinina y Nezzazatina. El orden Lituolida se subdividió en los siguientes subórdenes: Loftusiina, Biokovinina, Cyclolinina, Ataxophragmiina y Orbitolinina. El orden Textulariida se consideró con un solo suborden: Textulariina.
Kaminski (2005) consideró a los foraminíferos con la categoría de clase, es decir, clase Foraminifera, y los dividió en 16 órdenes: Allogromiida, Astrorhizida, Lituolida, Loftusiida, Textulariida, Fusulinida, Involutinida, Miliolida, Silicoloculinida, Robertinida, Spirillinida, Lagenida, Buliminida, Rotaliida, Favusellida y Globigerinida. Kaminski (2008), teniendo en cuenta los estudios de filogenia molecular de Pawloski et al. (2003), indicó que los xenofióforos están relacionados con Rhizammina, y deben ser incluidos como superfamilia (Superfamilia Xenophyophoroidea) dentro del suborden Astrorhizina, del orden Astrorhizida y de la subclase Textulariia.
Mikhalevich (2004) elevaron a los foraminíferos a la categoría de filo, es decir, filo Foraminifera, y lo dividieron en 5 clases: Astrorhizata, Spirillinata, Miliolata, Nodosariata y Rotaliata.
- La clase Astrorhizata se subdividió en dos subclases: Lagynana y Astrorhizana. La subclase Lagynana incluía el orden Allogromiida, y la subclase Astrorhizana incluía los órdenes Astrorhizida, Dendrofryida, Hippocrepinida y Saccamminida.
- La clase Spirillinata se subdividió en dos subclases: Ammodiscana y Spirillinana. La subclase Ammodiscana incluía el orden Ammodiscida, y la subclase Spirillinana incluía los órdenes Involutinida y Spirillinida.
- La clase Miliolata se subdividió en dos subclases: Miliamminana y Miliolana. La subclase Miliamminana incluía el orden Schlumbergerinida (= orden Rzehakinida), y la subclase Miliolana incluía los órdenes Cornuspirida, Miliolida y Soritida.
- La clase Nodosariata se subdividió en dos subclases: Hormosinana y Nodosariana. La subclase Hormosinana incluía el orden Hormosinida, y la subclase Nodosariana incluía los órdenes Lagenida, Nodosariida, Polymorphinida y Vaginulinida.
- La clase Rotaliata se subdividió en 3 subclases: Textulariana, Rotaliana y Globigerinana. La subclase Textulariana incluía los órdenes Endothyrida, Fusulinida, Haplophragmoidida, Lituolida, Spiroplectamminida, Textulariida y Trochamminida. La subclase Rotaliana incluía los órdenes Asterigerinida, Bolivinitida, Buliminida, Carterinida, Cassidulinida, Chilostomellida, Discorbida, Elphidiida, Nodosariida, Nonionida, Nummulitida, Planorbulinida, Robertinida, Rosalinida, Rotaliida y Stilostomellida. Finalmente, la subclase Globigerinana incluía los órdenes Globigerinida, Globorotaliida, Hantkeninida y Heterohelicida.
Pawlowski et al (2013), mediante estudios de filogenia molecular con especies actuales, consideraron a los foraminíferos en la categoría de filo, es decir, filo Foraminifera, y reconocieron 2 clases: Tubothalamea y Globothalamea. El primero de ellos incluye a los órdenes Miliolida y Spirillinida, y el segundo a los órdenes Rotaliida, Robertinida, Textulariida y Carterinida. El orden Rotaliida incluye a los foraminíferos planctónicos, tradicionalmente agrupados en el orden Globigerinida. El orden Textulariida incluye a los órdenes Lituolida, Loftusiida y Textulariida s.s. en el sentido de Kaminski (2005). Consideran como órdenes incertae sedis a Lagenida (considerado como perteneciente probablemente a una clase independiente), Fusulinida (tal vez un clado hermano del clado Tubothalamea+Globothalamea), e Involutinida (probablemente perteneciente a la clase Tubothalamea). Los órdenes Allogromiida y Astrorhizida son agrupados, junto con Xenophyophorea, en un grupo parafilético denominado informalmente como monothalámidos que incluye los ancestros de los otros foraminíferos. En este grupo también se incluyen especies ameboides marinos y de agua dulce (como Reticulomyxa), previamente incluidos en otros grupos previamente llamado athalámidos, aunque estos son probablemente polifiléticos. 
Siendo conservadores y en espera de que la filogenia y clasificación de los foraminíferos se aclare, se pueden sugerir 5 clases del filo Foraminifera: Athalamea, Monothalamea, Xenophyophorea, Tubothalamea y Globothalamea. Si los foraminíferos se clasifican con la categoría de clase, se debería bajar de categoría taxonómica a estos 5 grupos y considerar las siguientes subclases: Athalamia, Monothalamia, Xenophyophoria, Tubothalamia y Globothalamia. Según su grado evolutivo, es decir, según su plan corporal, se podrían considerar 3 grupos informales de foraminíferos denominados athalámidos, monothalámidos y polithalámidos. Esto grupos han sido tradicionalmente denominados Athalamea, Monothalamea y Polythalamea.

## Clasificación
Teniendo en cuenta las diversas clasificaciones y filogenias morfológicas y moleculares, la clasificación de los foraminíferos incluye las siguientes clases (o subclases) y órdenes:
Clase Athalamea o Subclase Athalamia
- Orden Reticulomyxida

Clase Monothalamea o Subclase Monothalamia
- Orden Allogromiida
- Orden Astrorhizida
- Orden Komokiida

Clase Xenophyophorea o Subclase Xenophyophoria
- Orden Psamminida
- Orden Stannomida

Clase Tubothalamea o Subclase Tubothalamia
- Orden Fusulinida
- Orden Involutinida
- Orden Miliolida
- Orden Silicoloculinida
- Orden Spirillinida

Clase Globothalamea o Subclase Globothalamia
- Orden Lituolida
- Orden Loftusiida
- Orden Schlumbergerinida
- Orden Textulariida
- Orden Trochamminida
- Orden Rotaliida
- Orden Buliminida
- Orden Globigerinida
- Orden Robertinida
- Orden Carterinida
- Orden Lagenida